# Argerich – Bloody Daughter
Argerich – Bloody Daughter ist ein schweizerisch-französischer Dokumentarfilm von Stéphanie Argerich aus dem Jahr 2012.

## Handlung
Die Regisseurin porträtiert aus persönlicher Perspektive ihre Eltern, die Pianisten Martha Argerich und Stephen Kovacevich.

## Hintergrund
Argerich – Bloody Daughter ist Stéphanie Argerichs erster Dokumentarfilm. Er wurde von den Produktionsfirmen Idéale Audience (Frankreich) und Intermezzo Films (Schweiz) in Co-Produktion mit Radio Télévision Suisse, dem Schweizer Radio und Fernsehen und Arte France realisiert.
Premiere hatte der Film am 15. November 2012 im Auditorium Parco della Musica beim Filmfestival in Rom. Die DVD zum Film erschien am 21. Oktober 2013 und wird von Naxos Deutschland vertrieben. Arte strahlte den Dokumentarfilm erstmals am 18. Dezember 2013 im deutschen Fernsehen aus. Der Kinostart in Deutschland war am 30. Januar 2014.

## Kritiken
„Selbst Mutter geworden, montiert [Stéphanie Argerich] aus der lebenslangen filmischen Beschäftigung mit ihrer Mutter ein nachdenkliches Porträt, das die biografische Spurensuche zu einem klugen Essay über Nähe und Distanz, Vertrautheit und Fremdsein verwebt. […] Die ‚Bloody Daughter‘ hat die Klaviergöttin menschlich gemacht.“

„Stéphanie Argerichs Unternehmung in Sachen Familienforschung ergibt ein ungewöhnlich komplexes und reichhaltiges Künstlerinnenporträt, das sich keineswegs in Bewunderung erschöpft.“

„Manchmal banal, nie uninteressant: […] intime[s], preisgekrönte[s] Porträt über ein recht ungewöhnliches Künstlerleben.“

## Auszeichnungen
2013 wurde Argerich – Bloody Daughter mit dem Fipa d’Or in der Kategorie Musik und darstellende Kunst beim Internationalen Festival für Audiovisuelle Programme Fipa (Fipa – Festival International de Programmes Audiovisuels) in Biarritz, Frankreich ausgezeichnet und zusätzlich mit dem Prix Michel Mitrani, der von France Télévisions in Andenken an den Gründer des Festivals gestiftet wird, geehrt.
Ebenfalls 2013 erhielt der Film die Auszeichnung Prix Italia in der Sparte Musik- und Kunstdokumentarfilm.